# Lars Gabrielsson
Lars Gabrielsson Kinberg, verksam under 1600-talet senare del i Vadstena, var en svensk bildsnidare.

## Biografi
Det tycks som om Lars Gabrielsson gått i lära hos Vretamästaren, han återvänder ständigt till dennes mönster. Predikstolen i Sankt Laurentii kyrka, Söderköping visar stor släktskap med den i Vreta klosters kyrka och hans skulpturer i Strå kyrka står närmast förebilderna i Vreta, men i Söderköping är utformningen mera personlig. Utvecklingen går sedan mot ett successivt förgrovande och förenklande, men samtidigt har de lantliga figurerna vunnit i djup och uttryck.
Han bodde 1700 på klosterkvarteret i Vadstena. Kinberg var gift med Catharina Berg. Han avled i december 1736 i Vadstena.

## Verk
- Strå kyrka, Östergötland: Predikstol 1667
- Sankt Laurentii kyrka, Söderköping: Predikstol 1675
- Ekeby kyrka, Östergötland: Predikstol 1675
- Herrestads kyrka, Östergötland
- Hagebyhöga kyrka, Östergötland: Altarverk 1697
- Flens kyrka, Södermanland: Predikstol (tillskriven Lars)
- Vreta klosters kyrka, Östergötland: Det Koskullska begravningsvapnet II (tillskrivet Lars)
- Det Natt och Dagska begravningsvapnet i Linköping (tillskrivet Lars)